# ラモン・カルデナス
ラモン・カルデナス（Ramon Cardenas、1995年11月7日 - ）は、アメリカ合衆国のプロボクサー。テキサス州サンアントニオ出身。

## 来歴
2015年7月25日、コアウイラ州のピエドラス・ネグラスにてジョナサン・エルナンデスとスーパーバンタム級4回戦を行い、初回2分15秒KO勝ちを収めプロデビュー戦を白星で飾った。
2015年8月8日、サンアントニオのイベントセンターにてポルフィリオ・アレジャーノとスーパーバンタム級4回戦を行い、4回判定3-0（40-36 × 2、39-37）の判定勝ちを収めた。
2015年10月6日、サンアントニオのカウボーイズ・ダンス・ホールにてジェイミー・エルナンデスとスーパーバンタム級4回戦を行い、4回判定3-0（40-36 × 3）の判定勝ちを収めた。
2016年1月16日、イーグルパスのインターナショナル・センター・フォー・トレードにてラベール・ウィルソンとフェザー級4回戦を行い、初回1分53秒KO勝ちを収めた。
2016年5月28日、サンアントニオのカウボーイズ・ダンス・ホールにてイサウ・デュエネスとスーパーバンタム級4回戦を行い、4回判定3-0（40-36 × 2、39-37）の判定勝ちを収めた。
2016年5月31日、モンテレイのアリーナ・エル・ジェフェにてホセ・マリア・オリバレスとフェザー級6回戦を行い、2回1分32秒TKO勝ちを収めた。
2016年6月28日、モンテレイのアリーナ・エル・ジェフェにてルイス・アラウホ・ラミレスとスーパーバンタム級6回戦を行い、3回KO勝ちを収めた。
2016年9月13日、モンテレイのアリーナ・エル・ジェフェにてイバン・ナヘラ・カルデロとスーパーフェザー級6回戦を行い、6回判定勝ちを収めた。
2016年10月25日、モンテレイのジムナシオ・ヌエボ・レオン・ウニドにてミゲル・アンヘル・ロドリゲス・ララとスーパーフェザー級6回戦を行い、2回2分6秒TKO勝ちを収めた。
2016年11月29日、モンテレイのアリーナ・エル・ジェフェにてエリウド・モントーヤ・ゴンサレスとスーパーフェザー級6回戦を行い、3回2分10秒TKO勝ちを収めた。
2017年2月10日、モンテレイのジムナシオ・ヌエボ・レオン・ウニドにてルイス・バラ・カリージョとスーパーフェザー級8回戦を行い、初回1分57秒TKO勝ちを収めた。
2017年3月4日、サンアントニオのラスト・チャンス・ミニストリーズにてビクトル・ロサズとライト級6回戦を行い、6回判定3-0（59-54 × 2、58-55）の判定勝ちを収めた。
2017年4月25日、モンテレイのアリーナ・エル・ジェフェにてダニー・フローレスとスーパーバンタム級10回戦を行うも、プロ初黒星となる10回判定0-2の判定負けを喫した。
2017年9月26日、モンテレイのアリーナ・エル・ジェフェにてガビノ・エルナンデスとフェザー級6回戦を行い、6回判定3-0の判定勝ちを収めた。
2017年11月28日、モンテレイのアリーナ・エル・ジェフェにてネストル・ロブレドとフェザー級10回戦を行い、4回51秒TKO勝ちを収めた。
2018年6月23日、サンアントニオのアルサファー・シュリナーズにてフアン・カルロス・ギレンとフェザー級8回戦を行い、6回52秒TKO勝ちを収めた。
2018年10月27日、サンアントニオのサンアントニオ・シュライン・オーディトリアムにてラムジー・ルナとABF米大陸フェザー級王座決定戦を行い、10回判定3-0（96-94×2、97-93）の判定勝ちを収め王座獲得に成功した。
2019年3月24日、オクソン・ヒルのMGM・ナショナル・バーバーにてライアン・リー・アレンとフェザー級6回戦を行い、6回判定2-1（58-56×2、56-58）の判定勝ちを収めた。
2019年11月30日、カンクンのセントロ・デ・アルト・レンディミエントにてエドゥアルド・マルティネスとフェザー級6回戦を行い、6回判定3-0（59-55×2、58-56）の判定勝ちを収めた。
2021年2月20日、オーランドのカリベ・ロイヤル・オーランドにてアンヘル・アントニオ・コントレラスとNABA米国スーパーバンタム級王座決定戦を行い、8回判定2-1（78-74、77-75、75-77）の判定勝ちを収め王座獲得に成功した。
2021年8月14日、オーランドのカリベ・ロイヤル・オーランドにてマルビン・ソラノとWBAコンチネンタルバンタム級王座決定戦を行い、3回1分5秒TKO勝ちを収め王座獲得に成功した。
2022年7月9日、サンアントニオのアラモドームにてミシェル・バンケスとバンタム級10回戦を行い、10回判定3-0（97-93 × 2、96-94）の判定勝ちを収めた。
2023年5月26日、サンアントニオのスモーク・スカイ・バーにてロドリゴ・ゲレーロとスーパーフェザー級6回戦を行い、2回棄権によるTKO勝ちを収めた。
2023年9月15日、サンアントニオのボーイング・センター・アット・テックポートにてラファエル・ペドロサとスーパーバンタム級10回戦を行い、2回1分22秒KO勝ちを収めた。
2024年2月16日、プラントシティのホワイトサンズ・イベント・センターにてイスラエル・ロドリゲス・ピカソとWBC中央アメリカスーパーバンタム級王座決定戦を行い、6回棄権によるTKO勝ちを収め王座獲得に成功した。
2024年4月24日、プラントシティのプロボックス・TV・イベント・センターにてヘスス・ラミレス・ルビオとWBA北米大陸スーパーバンタム級王座決定戦を行い、9回1分37秒KO勝ちを収め王座獲得に成功した。
2025年2月8日、サンアントニオのボーイング・センター・アット・テックポートにてブライアン・アコスタとスーパーバンタム級10回戦を行い、10回判定3-0（95-94×2、97-92）の判定勝ちを収めた。
2025年5月4日、ネバダ州ラスベガスのT-モバイル・アリーナにてWBA・WBC・IBF・WBO世界スーパーバンタム級統一王者の井上尚弥（大橋）とWBA・WBC・IBF・WBO世界同級タイトルマッチを行った。2回で井上にキャリア2度目のダウンを奪い、井上が数々の世界王者を倒してきたラッシュを2度も耐えるなど期待以上に奮闘したものの自身初のKO負けとなる8回45秒TKO負けを喫した。この対戦の決定直後、アメリカのメディア「BOXINGNEWS24」は、カルデナスのキャリアについて「無名の相手と戦ってきた」と評価。井上とは大きな実力差があるとしてマッチメークを疑問視した。後日、WBAはカルデナスについてWBA世界同級1位に据え置くことを発表した。

## 戦績
- プロボクシング：28戦 26勝 (14KO) 2敗

| 戦           | 日付           | 勝敗 | 時間    | 内容    | 対戦相手                           | 国籍           | 備考                                                   |
| ------------ | -------------- | ---- | ------- | ------- | ---------------------------------- | -------------- | ------------------------------------------------------ |
| 1            | 2015年7月25日  | ☆    | 1R 2:15 | KO      | ジョナサン・エルナンデス           | メキシコ       | プロデビュー戦                                         |
| 2            | 2015年8月8日   | ☆    | 4R      | 判定3-0 | ポルフィリオ・アレジャーノ         | メキシコ       |                                                        |
| 3            | 2015年10月6日  | ☆    | 4R      | 判定3-0 | ジェイミー・エルナンデス           | アメリカ合衆国 |                                                        |
| 4            | 2016年1月16日  | ☆    | 1R 1:53 | KO      | ラベール・ウィルソン               | アメリカ合衆国 |                                                        |
| 5            | 2016年5月28日  | ☆    | 4R      | 判定3-0 | イサウ・デュエネス                 | アメリカ合衆国 |                                                        |
| 6            | 2016年5月31日  | ☆    | 2R 1:32 | TKO     | ホセ・マリア・オリバレス           | メキシコ       |                                                        |
| 7            | 2016年6月28日  | ☆    | 3R      | KO      | ルイス・アラウホ・ラミレス         | メキシコ       |                                                        |
| 8            | 2016年9月13日  | ☆    | 6R      | 判定3-0 | イバン・ナヘラ・カルデロ           | メキシコ       |                                                        |
| 9            | 2016年10月25日 | ☆    | 2R 2:06 | TKO     | ミゲル・アンヘル・ロドリゲス・ララ | メキシコ       |                                                        |
| 10           | 2016年11月29日 | ☆    | 3R 2:10 | TKO     | エリウド・モントーヤ・ゴンサレス   | メキシコ       |                                                        |
| 11           | 2017年2月10日  | ☆    | 1R 1:57 | TKO     | ルイス・バラ・カリージョ           | メキシコ       |                                                        |
| 12           | 2017年3月4日   | ☆    | 6R      | 判定3-0 | ビクトル・ロサズ                   | メキシコ       |                                                        |
| 13           | 2017年4月25日  | ★    | 10R     | 判定0-2 | ダニー・フローレス                 | メキシコ       |                                                        |
| 14           | 2017年9月26日  | ☆    | 6R      | 判定3-0 | ガビノ・エルナンデス               | メキシコ       |                                                        |
| 15           | 2017年11月28日 | ☆    | 4R 0:51 | TKO     | ネストル・ロブレド                 | メキシコ       |                                                        |
| 16           | 2018年6月23日  | ☆    | 6R 0:52 | TKO     | フアン・カルロス・ギレン           | アメリカ合衆国 |                                                        |
| 17           | 2018年10月27日 | ☆    | 10R     | 判定3-0 | ラムジー・ルナ                     | アメリカ合衆国 | ABF米大陸フェザー級王座決定戦                          |
| 18           | 2019年3月24日  | ☆    | 6R      | 判定2-1 | ライアン・リー・アレン             | アメリカ合衆国 |                                                        |
| 19           | 2019年11月30日 | ☆    | 6R      | 判定3-0 | エドゥアルド・マルティネス         | メキシコ       |                                                        |
| 20           | 2021年2月20日  | ☆    | 8R      | 判定2-1 | アンヘル・アントニオ・コントレラス | メキシコ       | NABA米国スーパーバンタム級王座決定戦                   |
| 21           | 2021年8月14日  | ☆    | 3R 1:05 | TKO     | マルビン・ソラノ                   | ニカラグア     | WBAコンチネンタルバンタム級王座決定戦                  |
| 22           | 2022年7月9日   | ☆    | 10R     | 判定3-0 | ミシェル・バンケス                 | ベネズエラ     |                                                        |
| 23           | 2023年5月26日  | ☆    | 2R 終了 | TKO     | ロドリゴ・ゲレーロ                 | メキシコ       |                                                        |
| 24           | 2023年9月15日  | ☆    | 2R 1:22 | TKO     | ラファエル・ペドロサ               | パナマ         |                                                        |
| 25           | 2024年2月16日  | ☆    | 6R 終了 | TKO     | イスラエル・ロドリゲス・ピカソ     | メキシコ       | WBC中央アメリカスーパーバンタム級王座決定戦            |
| 26           | 2024年4月24日  | ☆    | 9R 1:37 | KO      | ヘスス・ラミレス・ルビオ           | メキシコ       | WBA北米大陸スーパーバンタム級王座決定戦                |
| 27           | 2025年2月8日   | ☆    | 10R     | 判定3-0 | ブライアン・アコスタ               | メキシコ       |                                                        |
| 28           | 2025年5月4日   | ★    | 8R 0:45 | TKO     | 井上尚弥（大橋）                   | 日本           | WBA・WBC・IBF・WBO世界スーパーバンタム級タイトルマッチ |
| テンプレート |                |      |         |         |                                    |                |                                                        |

## 獲得タイトル
- ABF米大陸フェザー級王座
- NABA米国スーパーバンタム級王座
- WBAコンチネンタルバンタム級王座
- WBC中央アメリカスーパーバンタム級王座
- WBA北米大陸スーパーバンタム級王座